# Gel de color
El gel de color o filtro de color, conocido también como gel iluminado o gel simple, es un material colorido transparente que es usado en teatro, producción de eventos, fotografía, videografía y cinematografía para darle luz y corrección de color. Los geles modernos son hojas delgadas de policarbonato o poliéster, situado delante de una fuente de luz en una determinada trayectoria.
Los geles tienen una vida limitada, especialmente en los colores saturados. El color se desvanecerá e incluso se fundirá, dependiendo de la energía que absorba el color, la hoja tendrá que ser cambiada. En instalaciones permanentes y usos teatrales, se usan filtros de vidrio de color o filtros dicroicos. Los principales inconvenientes son los gastos adicionales y una selección limitada.

## Historia
En el teatro Shakesperiano, el vino tinto en un recipiente de vidrio era usado como un filtro de luz. Días después se usó agua de color o seda para filtrar la luz en el teatro. Más tarde, una base de gelatina se convirtió en el material predilecto. El gel proveniente de la gelatina estuvo disponible por lo menos hasta 1975. El nombre “gel ” se ha utilizado hasta el día de hoy. Se han desarrollado más materiales a base de acetato autoextinguible tolerante al calor (comercializado como Cinemoid y Roscolene) para tratar con fuentes de luz más potentes. Este material dejó de ser usado ya que no podía aguantar las altas temperaturas producidas por las lámparas halógenas de tungsteno, que se comenzaron a usar en la década de los 60. El material a base de etilo fue sustituido por geles a base de poliéster y policarbonato. Estos materiales tienen una mayor tolerancia al calor a comparación de los geles a base de acetato. Los geles de poliéster se introdujeron en 1969 como Gelatranm, el poliéster original tintado en profundidad. El proceso de Geletran todavía se usa hoy en día para crear GAMColor. Otros fabricantes como Lee Filters y Apollo Design Technology usan el poliéster como su sustrato de color. Lee y Apolo utilizan el proceso de teñido de superficie. Roscolux es 70% de policarbonato y 30% de profundidad de poliéster teñido. Casi todos los fabricantes de color utilizan hoy en día policarbonato o poliéster para la fabricación de sus geles. Incluso hoy en día hay geles que se pueden quemar (aclarando el color desde el centro) con facilidad, haciéndose inútiles.  Para contrarrestar esto, se puede usar una materia de alta temperatura (HT)(el poliéster tiene el punto de fusión más alto que llega a más de 480 F (250 C)), pueden ser usados para ayudar a prolongar la vida en instrumentos de iluminación de salida de alta temperatura. Conforme ha mejorado el diseño de instrumentos, se ha convertido en una característica importante el que las luces dejen pasar la menor cantidad de calor desde la parte frontal para prevenir la quemadura a través del material y ayudar a mantener el escenario y actores en un ambiente más fresco durante las actuaciones.

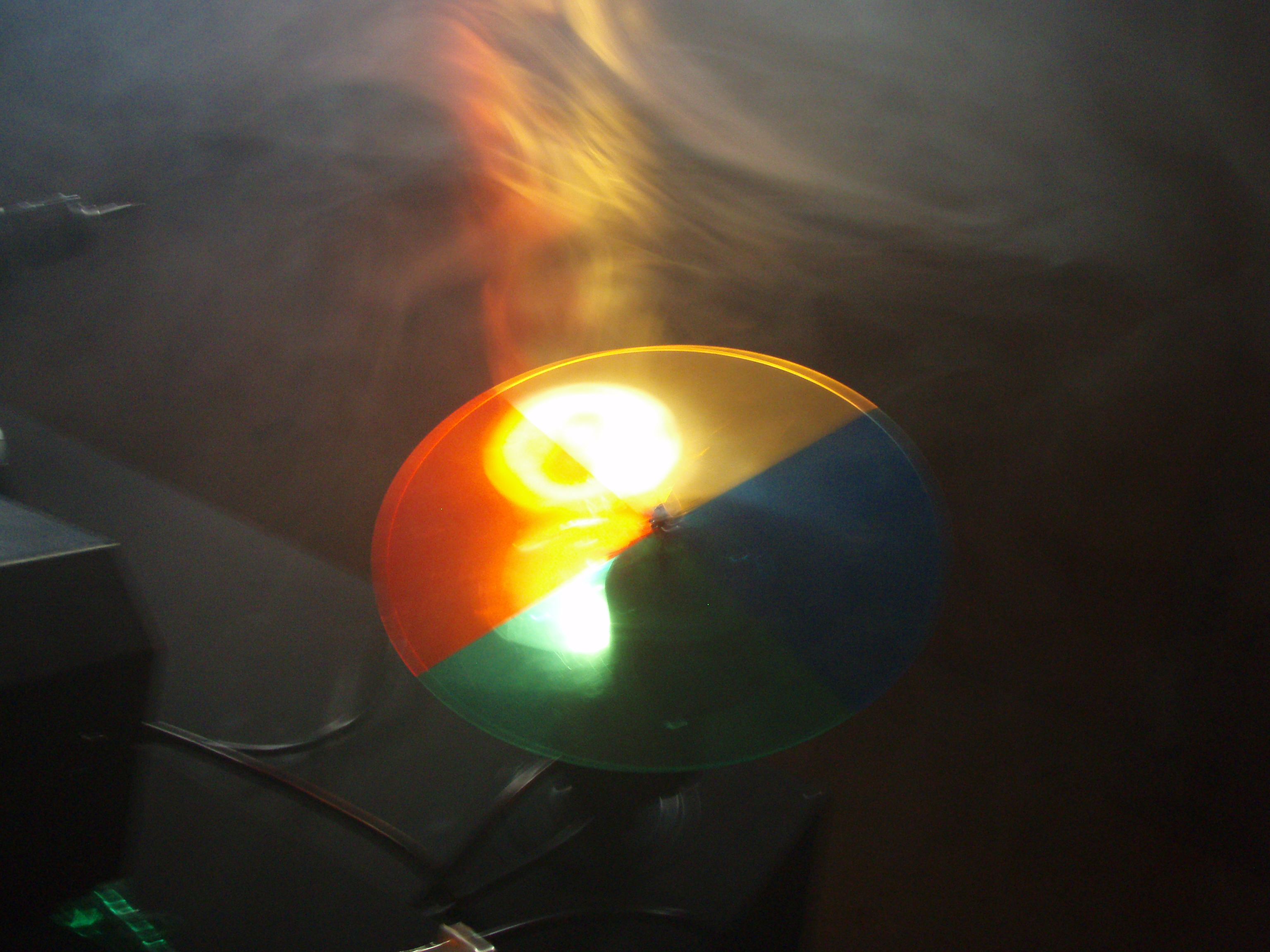
A motorized color gel

En el teatro, los geles son típicamente disponible en hojas sueltas de 20 x 24 pulgadas ( 500 × 600 mm ), que son cortadas al tamaño adecuado antes de su uso. El tamaño se originó de la época en la cual se usaba la gelatina: es la misma medida que una hoja de un panadero estándar, que se utilizó para emitir las hojas. En la industria del cine, los geles suelen ser cortados de manera recta a partir de rollos de 24" o 48" ( 600 mm o 1.200 mm ) de ancho y 16 m (5') de largo , ya que el tamaño requerido puede variar de un par de centímetros para gelificar un Dedolight o un foco halógeno de un techo, a muchos metros para gelificar una ventana completa por lo que una hoja de tamaño estándar no sería práctica.

## Colores
Los colores similares pueden variar entre diferentes marcas - por ejemplo, muchos de ellos tienen un color llamado "ámbar", pero el espectro de color de transmisión pueden variar. Por esta razón los colores de gel no se conocen por su nombre. Apolo Design Technology utiliza un número de cuatro dígitos basado en el espectro visible para designar y localizar las transmisiones de color específicas . Algunos otros fabricantes utilizan un código que consiste en una combinación de números y letras ; por ejemplo, G841 es un azul oscuro hecho por Great American Market (GAM) y R02 es un ámbar claro hecho por Rosco y L216 es un filtro de diffusion realizado por Lee Filters.
Los fabricantes producen libros de muestras, que contienen una pequeña pieza de cada color disponible, junto a su código de color, para simplificar el pedido. Libros de muestras permiten a los diseñadores y técnicos el tener una verdadera representación de la gama de colores de los fabricantes.
La mayoría de los diseñadores eligen una paleta de colores limitada para aplicaciones genéricas porque es financieramente y logísticamente difícil tener acceso a todos los colores para un solo espectáculo.

Color correction gels absorb light of some wavelengths more than others. This Rosco gel has a low transmittance at long wavelengths.

También hay geles para la corrección de color, tales como CTB ( "Color de temperatura azul" ) y CTO ( " Color de temperatura naranja" ) . El color de los geles de corrección o alteran la temperatura del color "correcto" de una luz para aproximarse más a la temperatura de color de un negativo de la película o el balance de blancos de una cámara digital. Específicamente CTB, que es de color azul en apariencia, corregirá luces de tungsteno que típicamente tienen una temperatura de color en el rango de 3.200 K (kelvin) a 5700 K para aproximarse más a la temperatura de color negativa de "Luz de Día", lo que suele ser alrededor de 5400 K (luz del día nominal). CTO, que es de color naranja en apariencia, corregirá una fuente de luz equilibrada " Daylight" (como muchas bombillas comunes HMI) para que coincida con la temperatura de color de tungsteno negativo, que es normalmente de 3.200 K. Hay variaciones de " medios " y " cuartos " de los geles comunes de corrección de color. Es común el uso de filtros de corrección de color para fines artísticos y no sólo para la corrección del negativo de las fuentes luminosas.  
La mayoría de los rangos de geles también incluyen medios sin color como una variedad de materiales de "seda" difusores y direccionales para producir efectos especiales de iluminación. " Opal" por ejemplo es un filtro de difusión opalescente o transparente.
Es común para un fabricante de gel publicar el coeficiente de transmisión o incluso la curva de transmitancia espectral en el libro de muestras y catálogos. Un gel de baja transmisión producirá relativamente poca luz en el escenario, pero echará un color mucho más vivo que un gel de alta transmisión, debido a que la saturación de una fuente de luz está directamente relacionada con la estrechez de su ancho de línea espectral. Por el contrario, entre más plana la curva, el gel esta más cerca a ser un filtro de densidad neutra.